# Pression de perfusion cérébrale

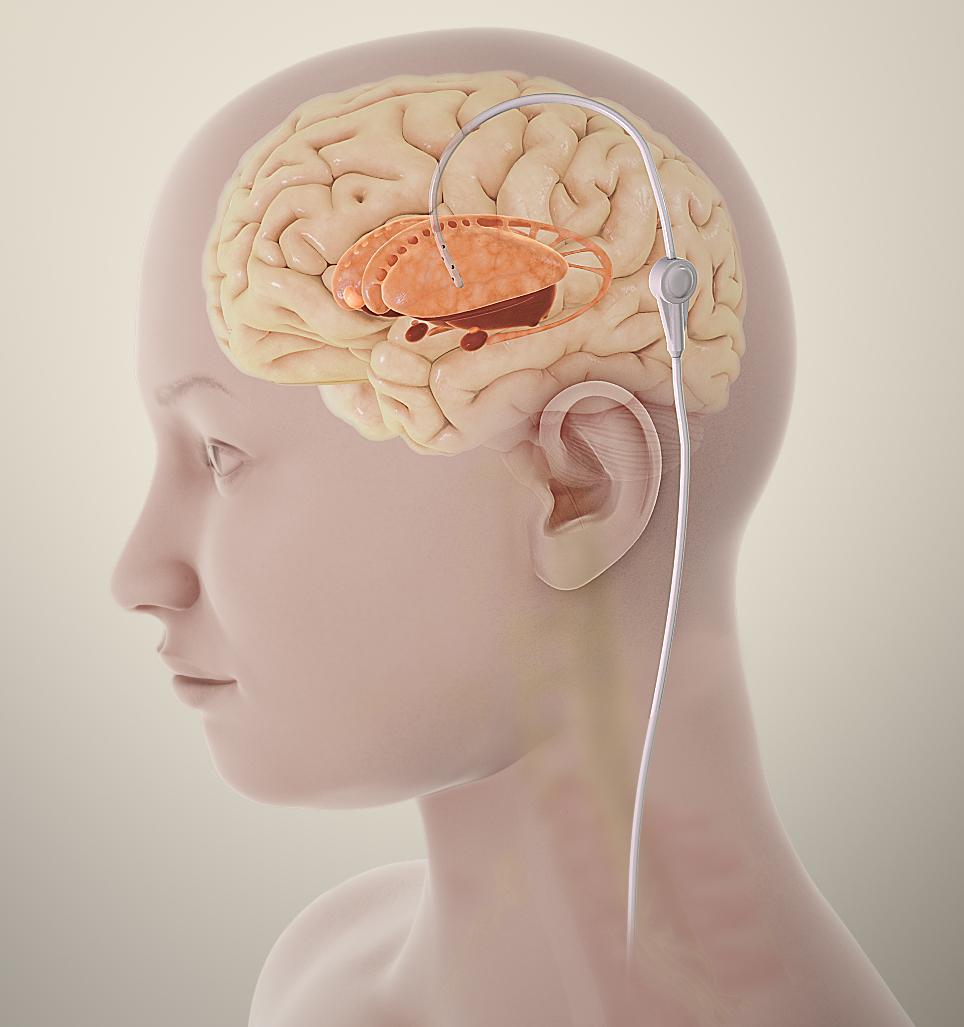
Un cathéter est inséré dans le ventricule du cerveau pour mesurer la pression intracrânienne et relâcher la pression dans le crâne après un traumatisme crânien.

La pression de perfusion cérébrale, ou PPC, est la différence de pression responsable du débit sanguin cérébral (perfusion du cerveau). Elle doit être maintenue dans des limites étroites car une pression trop faible pourrait provoquer une ischémie du tissu cérébral (débit sanguin insuffisant) et une pression excessive pourrait augmenter la pression intracrânienne (PIC).

## Définitions
Le crâne renferme un espace à volume fixe qui contient trois composants : le sang, le liquide céphalo-rachidien (LCR) et les tissus mous (le cerveau). Alors que le sang et le LCR ont une faible capacité de compression, le cerveau est facilement compressible.

### Par la résistance vasculaire cérébrale
La PPC peut être défini comme le gradient de pression responsable du débit sanguin cérébral (DSC) tel que :
{\displaystyle DSC=PPC/RVC}
où RVC est la résistance vasculaire cérébrale.

### Par la pression intracrânienne
Une autre définition possible de la PPC est : 
{\displaystyle PPC=PAM-PIC}
où PAM est la pression artérielle moyenne et PIC la pression intracrânienne.
Physiologiquement, l'augmentation de la pression intracrânienne (PIC) provoque une diminution de la perfusion des cellules cérébrales principalement par deux mécanismes :
- l'augmentation de la PIC constitue une augmentation de la pression hydrostatique interstitielle qui, à son tour, provoque une diminution de la force motrice pour la filtration capillaire des vaisseaux sanguins intracérébraux ;
- l'augmentation de la PIC comprime les artères cérébrales, provoquant une augmentation de la résistance vasculaire cérébrale (RVC).

## Autorégulation
Dans des circonstances normales — une PAM entre 60 et 160 mmHg et une PIC d'environ 10 mmHg (PPC de 50-150 mmHg) — un débit sanguin suffisant peut être maintenu avec l'autorégulation. Bien que la « courbe d'autorégulation » classique suggère que le DSC est totalement stable entre ces valeurs de pression artérielle (également appelées limites d'autorégulation), des fluctuations spontanées peuvent en pratique se produire.
En dehors des limites de l'autorégulation, l'augmentation de la PAM augmente le DSC et l'augmentation de la PIC l'abaisse (c'est l'une des raisons pour lesquelles l'augmentation de la PIC dans les lésions cérébrales traumatiques est potentiellement mortelle). En traumatologie, certains recommandent que la PPC ne descende pas en dessous de 70 mmHg.